# Presidente della Corte suprema degli Stati Uniti d'America
Il Presidente della Corte suprema degli Stati Uniti d'America è il chief justice (lett. "giudice capo") e più alto funzionario della magistratura federale degli Stati Uniti. L'Articolo II della Costituzione degli Stati Uniti d'America conferisce potere plenario al Presidente degli Stati Uniti di proporre e, con il parere e il consenso del Senato degli Stati Uniti, nominare "Giudici della Corte suprema", che prestano servizio fino a quando non si dimettono, non vengono messi in stato d'accusa e condannati o muoiono. L'esistenza del Presidente della Corte è esplicita nell'Articolo II della Costituzione degli Stati Uniti, che afferma che il Presidente della Corte presiederà il processo di impeachment del Presidente degli Stati Uniti.
Il Presidente della Corte ha un'influenza significativa nella selezione dei casi da esaminare, presiede quando si tengono le discussioni orali e guida la discussione dei casi tra i Giudici associati della Corte suprema. Inoltre, quando la Corte esprime un'opinione, il Presidente della Corte, se nella maggioranza, sceglie chi scrive l'opinione della Corte; tuttavia, quando si decide un caso, il suo voto non conta più di quello di qualsiasi altro Giudice e non ha l'autorità legale per annullare i verdetti o le interpretazioni degli altri otto Giudici.
Sebbene non sia obbligatorio, il giuramento presidenziale è per tradizione tipicamente amministrato dal Presidente della Corte. Egli inoltre funge da portavoce del potere giudiziario del Governo federale degli Stati Uniti e funge da principale funzionario amministrativo per i tribunali federali. Il Presidente della Corte presiede la "Conferenza Giudiziaria" e, in tale veste, nomina il direttore e il vicedirettore del "Ufficio amministrativo dei tribunali degli Stati Uniti". È anche membro ex officio del Consiglio dei Reggenti del Smithsonian Institution e, per consuetudine, è eletto cancelliere del consiglio.
Da quando la Corte suprema è stata istituita nel 1789, 17 persone hanno servito come Presidenti della Corte, a cominciare da John Jay (1789–1795). L'attuale Presidente della Corte è John G. Roberts (dal 2005). Cinque dei 17 Presidenti della Corte — John Rutledge, Edward Douglass White, Charles Evans Hughes, Harlan Fiske Stone e William Rehnquist — hanno prestato servizio come Giudici associati prima di ricoprire tale ruolo.

## Lista
| Pres. d. Corte | Pres. d. Corte | Pres. d. Corte                    | Conferma del Senato | Mandato                              | Anni in carica       | Proposto da           |
| -------------- | -------------- | --------------------------------- | ------------------- | ------------------------------------ | -------------------- | --------------------- |
| 1              |                | John Jay (1745–1829)              | 26 settembre 1789   | 19 ottobre 1789 – 29 giugno 1795     | 5 anni e 253 giorni  | George Washington     |
| 2              |                | John Rutledge (1739–1800)         | 15 dicembre 1795    | 12 agosto 1795 – 28 dicembre 1795    | 0 anni e 138 giorni  | George Washington     |
| 3              |                | Oliver Ellsworth (1745–1807)      | 4 marzo 1796        | 8 marzo 1796 – 15 dicembre 1800      | 4 anni e 282 giorni  | George Washington     |
| 4              |                | John Marshall (1755–1835)         | 27 gennaio 1801     | 4 febbraio 1801 – 6 luglio 1835      | 34 anni e 152 giorni | John Adams            |
| 5              |                | Roger B. Taney (1777–1864)        | 15 marzo 1836       | 28 marzo 1836 – 12 ottobre 1864      | 28 anni e 198 giorni | Andrew Jackson        |
| 6              |                | Salmon P. Chase (1808–1873)       | 6 dicembre 1864     | 15 dicembre 1864 – 7 maggio 1873     | 8 anni e 143 giorni  | Abraham Lincoln       |
| 7              |                | Morrison Waite (1816–1888)        | 21 gennaio 1874     | 4 marzo 1874 – 23 marzo 1888         | 14 anni e 19 giorni  | Ulysses Grant         |
| 8              |                | Melville Fuller (1833–1910)       | 20 luglio 1888      | 8 ottobre 1888 – 4 luglio 1910       | 21 anni e 269 giorni | Grover Cleveland      |
| 9              |                | Edward Douglass White (1845–1921) | 12 dicembre 1910    | 19 dicembre 1910 – 19 maggio 1921    | 10 anni e 151 giorni | William Howard Taft   |
| 10             |                | William Howard Taft (1857–1930)   | 30 giugno 1921      | 11 luglio 1921 – 3 febbraio 1930     | 8 anni e 207 giorni  | Warren Harding        |
| 11             |                | Charles Evans Hughes (1862–1948)  | 13 febbraio 1930    | 24 febbraio 1930 – 30 giugno 1941    | 11 anni e 126 giorni | Herbert Hoover        |
| 12             |                | Harlan F. Stone (1872–1946)       | 27 giugno 1941      | 3 luglio 1941 – 22 aprile 1946       | 4 anni e 293 giorni  | Franklin D. Roosevelt |
| 13             |                | Fred M. Vinson (1890–1953)        | 20 giugno 1946      | 24 giugno 1946 – 8 settembre 1953    | 7 anni e 76 giorni   | Harry Truman          |
| 14             |                | Earl Warren (1891–1974)           | 1 marzo 1954        | 5 ottobre 1953 – 23 giugno 1969      | 15 anni e 261 giorni | Dwight Eisenhower     |
| 15             |                | Warren E. Burger (1907–1995)      | 9 giugno 1969       | 23 giugno 1969 – 26 settembre 1986   | 17 anni e 95 giorni  | Richard Nixon         |
| 16             |                | William Rehnquist (1924–2005)     | 17 settembre 1986   | 26 settembre 1986 – 3 settembre 2005 | 18 anni e 342 giorni | Ronald Reagan         |
| 17             |                | John G. Roberts (1955)            | 29 settembre 2005   | 29 settembre 2005 – in carica        | 19 anni e 240 giorni | George W. Bush        |

### Esplicative
1. 1 2 3 4 5 6 7 8  Confermato tramite «acclamazione» (lett. "acclamation"), una forma di elezione che non utilizza schede elettorali o conteggi. Il tipo più frequente di acclamazione è il «voto a voce» (lett. "voice vote").
2. ↑  Rutledge rimane l'unico Giudice proposto ad interim a non essere successivamente confermato dal Senato.
3. 1 2  Proposto ad interim. I Giudici ad interim occupano posti vacanti quando il Senato è in pausa e dovranno essere successivamente confermati per il ruolo.
4. 1 2 3  Elevato da Giudice associato a Pres. d. Corte mentre prestava servizio presso la Corte suprema. La nomina di un Giudice associato in carica a Pres. d. Corte è soggetta a un processo di conferma a parte.

### Fonti
1. ↑  (EN) Essays on Article II: Appointments Clause, su Heritage. URL consultato l'11 giugno 2023.
2. ↑  (EN) David M. O'Brien, Storm Center: The Supreme Court in American Politics, 8ª ed., New York, W. W. Norton, 2008,  p. 267, ISBN 978-0-393-93218-8.
3. ↑  (EN) Judiciary, su Cornell Law School. URL consultato l'11 giugno 2023 (archiviato dall'url originale il 9 luglio 2018).
4. ↑  (EN) Justices 1789 to Present, su Corte suprema degli Stati Uniti d'America. URL consultato l'11 giugno 2023.